# Amarochara humilis
Amarochara humilis är en skalbaggsart som först beskrevs av Thomas Casey 1893.  Amarochara humilis ingår i släktet Amarochara och familjen kortvingar. Inga underarter finns listade i Catalogue of Life.